# Monte San Giusto
Pour les articles homonymes, voir San Giusto.
Monte San Giusto est une commune italienne de la province de Macerata dans la région Marches en Italie.

## Géographie
Le centre principal se trouve à une altitude de 236 mètres à environ 10 km de la mer, tandis que le hameau Villa San Filippo se trouve en aval, à proximité du cours de la rivière Chienti. de celle d'Ete Morto et Cremone.

## Histoire
Les premiers établissements dans l’aire saint-justaise, documentés historiquement, remontent à l’époque romaine (époque de Nerva, 96-98 après J.-C.), sous le nom de Mons Iustitiæ (autre possible nom antique est Telusiano), détruit avec les invasions barbares au IIIe siècle. Avec l’arrivée des Lombards, Monte San Giusto passe sous le contrôle du duché de Spolète et sera doté d’un château, remplacé ensuite par l’église de Sant’Agostino. Construit en zone Monte Reale, ce toponyme indiquerait un territoire fiscal placé sous le contrôle direct du roi, en raison de son importance stratégique, puisque pour Mons Iustitiæ passaient les routes romaines provenant d’Urbs Salvia à la mer, de Firmum à Pausulæ et de Falerio à Pausulæ.
Grâce à ce positionnement géographique favorable, Monte San Giusto fut l’épicentre de l’ensemble des colonies romaines de la région.

## Économie
Manufacture de mode italienne Rogani Bruno et Fabio, fabriquant depuis 1976 des chaussures pour hommes, en cuir de haute qualité, vendues dans les boutiques de luxe. 

## Culture

### Musique
- Banda musicale "Ottavio Bartolini" est le corps de bannière de Monte San Giusto actuellement composé de 45 éléments ; ses origines remontent à 1792, dirigée par M. Antonio Riccobelli.

- La chorale "Santa Cecilia" est la chorale historique de Monte San Giusto, dirigée par M. Mauro Stizza.

- Pueri Cantores "Santo Stefano" dirigé par M. Rossano Romagnoli.

### Événements
- Clown & clown Festival est un festival de Clownerie et Clownthérapie qui a lieu habituellement du dernier dimanche de Septembre au premier dimanche d’Octobre. Le Clown & Clown Festival se tient dans la ville dite du sourire (Citta del sorriso) depuis 2005. Un festival qui accueille beaucoup de personnes de différentes provenances permettant le partage du patrimoine culturel, artistique ainsi que des produits gastronomiques de haute qualité.

## Patrimoine, monuments et lieux d'intérêt
Monte San Giusto atteignit sa plus grande splendeur après l’élection comme évêque de Chiusi du saint-justais Niccolò Bonafede, qui transforma sa ville natale en une véritable cour de la Renaissance.
- Le Palais Bonafede du XVIe siècle en est l'actuel siège communal. Ce palais forteresse Bonafede représente l’œuvre architecturale la plus importante de Monte San Giusto. Il fut construit par Bonafede au début du XVIe. On y accède par le portail d’entrée, réalisé en 1524, œuvre du sculpteur ancônitain Franco Pesimoti. Le corps central du bâtiment, inspiré du Palais Venezia de Rome, est réalisé sur une base pyramidale avec façade en brique avec finitions et cadres en pierre, ornée de fenêtres en croix guelfe. La cour s’inspire de celle du palais ducal d’Urbino.

- L'Église Santa Maria in Telusiano contient le fameux grand retable de la crucifixion de Lorenzo Lotto peint en 1531[2]. L’église de Santa Maria della Pietà in Telusiano est une église du XIVe siècle, mais d’origine romane. En 1504, le Pape Jules II Della Rovere  nomma Niccolò Bonafede comme curé de l’église. Ainsi commença une restructuration de l’édifice : il fit relever le plafond, referma les fenêtres à arcs romans et réalisa d’autres ouvertures pour permettre une luminosité adéquate et fit apposer son blason sur le portail en pierre. Lors de la restauration de 1921, la pierre tombale de Bonafede fut perdue, mais il reste l’œuvre la plus importante de Monte San Giusto, le tableau de la Crucifixion de Lorenzo Lotto commandée par Bonafede. Se trouvent également dans l’église une Pietà en pierre du XVe siècle sous l’autel principal et une Vierge à l’Enfant en albâtre du XVIe siècle.

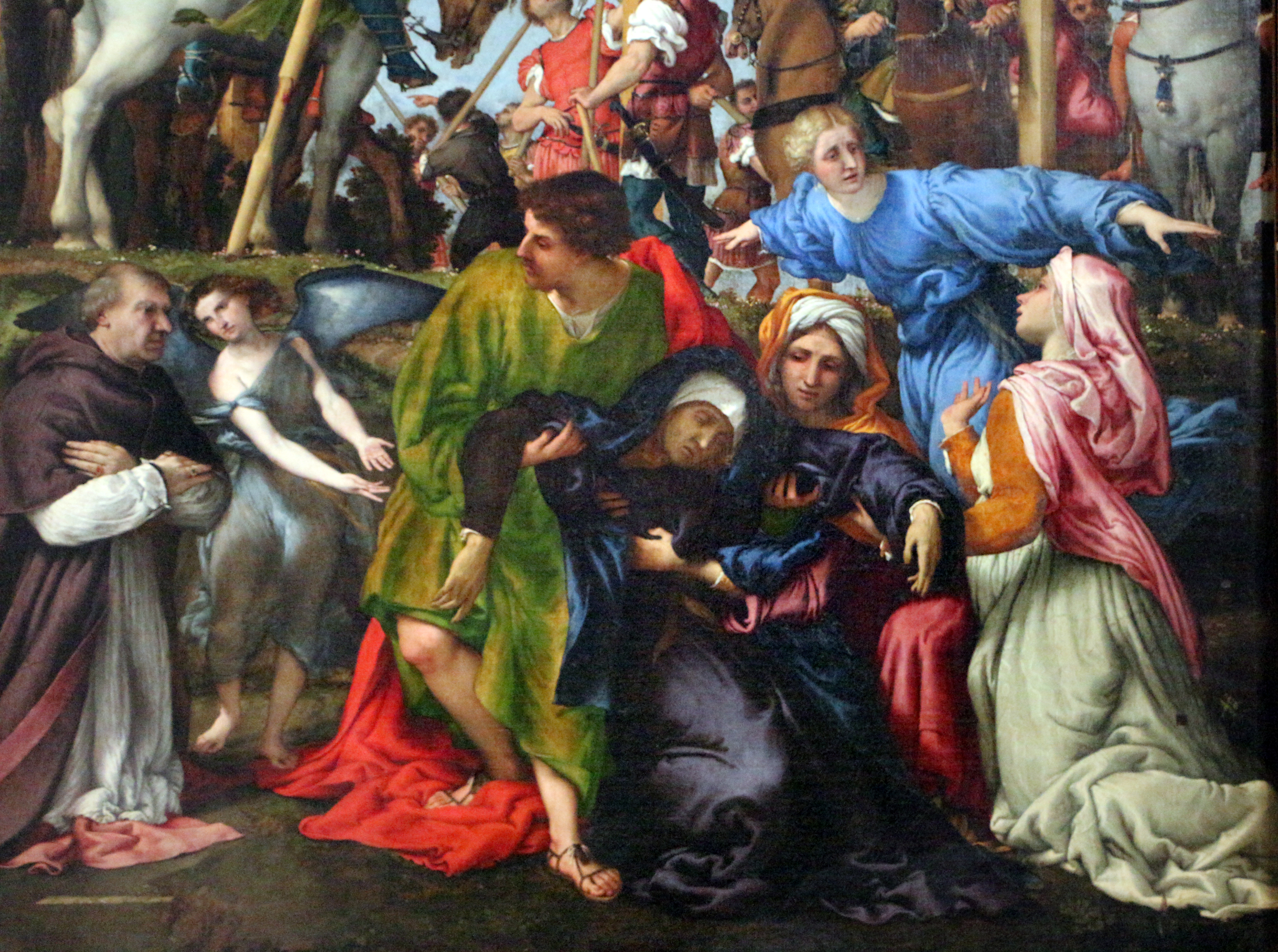
Détail du Retable de la Crucifixion de Lorenzo Lotto dans l’église Santa Maria della Pietà in Telusiano

- Détail du Retable de la Crucifixion de Lorenzo Lotto dans l’église Santa Maria della Pietà in TelusianoL’église de Santo Stefano ou la collégiale, projetée par Pietro Augustoni en style néoclassique, est en forme de croix latine à une seule nef et fut ouverte au culte en 1781. On y conserve l’image de la Vierge Couronnée, sculpture en bois du XVIe siècle avec l’enfant dans les bras. Exposée en 1850, c’est en 1855 que les saint-justais proclament la Vierge Couronnée leur sainte patronne pour les avoir préservés de la peste. En 1905, sa tête est encadrée par une couronne d’or. Sont également conservées à l’intérieur de la collégiale quelques toiles d’auteurs inconnus et un orgue "Callido" du XVIIIe siècle.

- Église de Santa Maria delle Panette, dont l’intérieur a été restauré en 1923 par l’architecte Eusebio Petetti.

- Église de la Pureté (aussi appelée église des frères ou église de l’hôpital)

- Église du monastère bénédictin Maria Santissima Assunta dans le ciel

- Église des Grâces

- Galerie communale à l’ancien Palais des Prieurs : collection Alessandro Maggiori et Carlo Cantalamessa. Il rassemble de précieux dessins anciens ayant appartenu à la collection du comte Alessandro Maggiore de la noble famille Maggiore Colonna. Parmi les œuvres de la collection se distinguent des dessins de célèbres artistes tels que Raffaello, Giorgio Vasari, Cavalier d’Arpino, Guercino, Domenichino et Giovanni Battista Salvi.

## Galerie

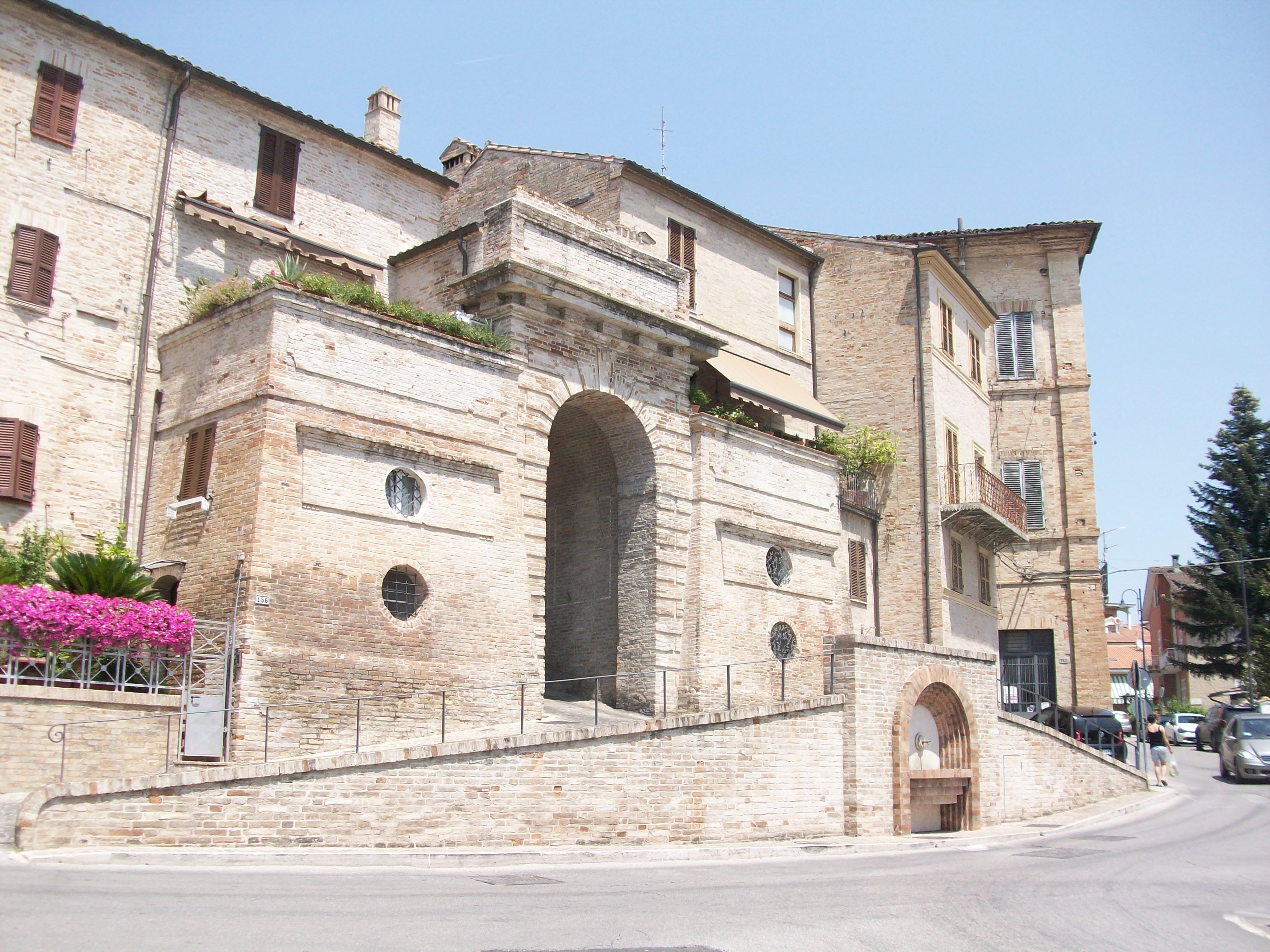
Porte dela Via della Purità
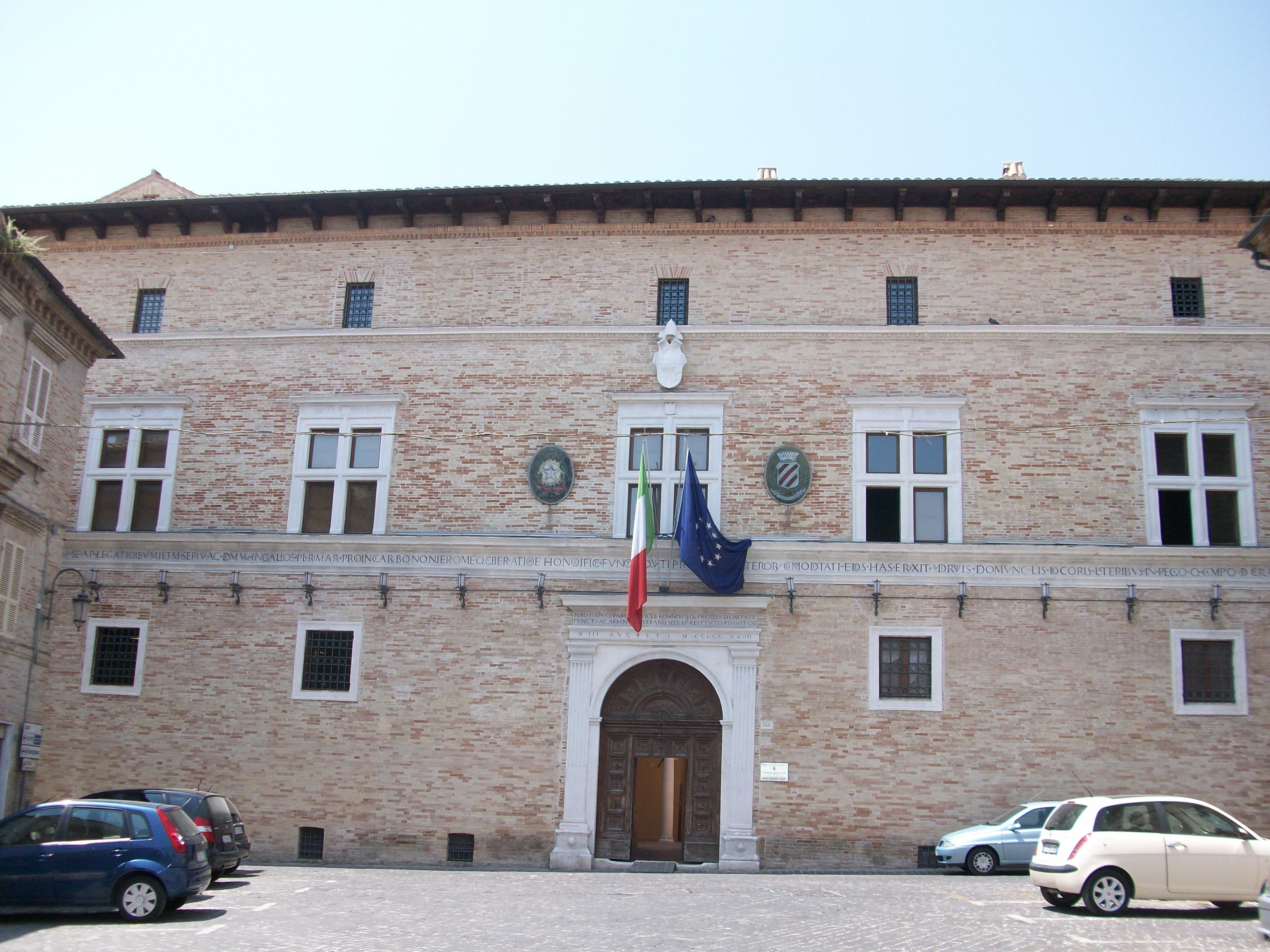
Palais communal Bonafede
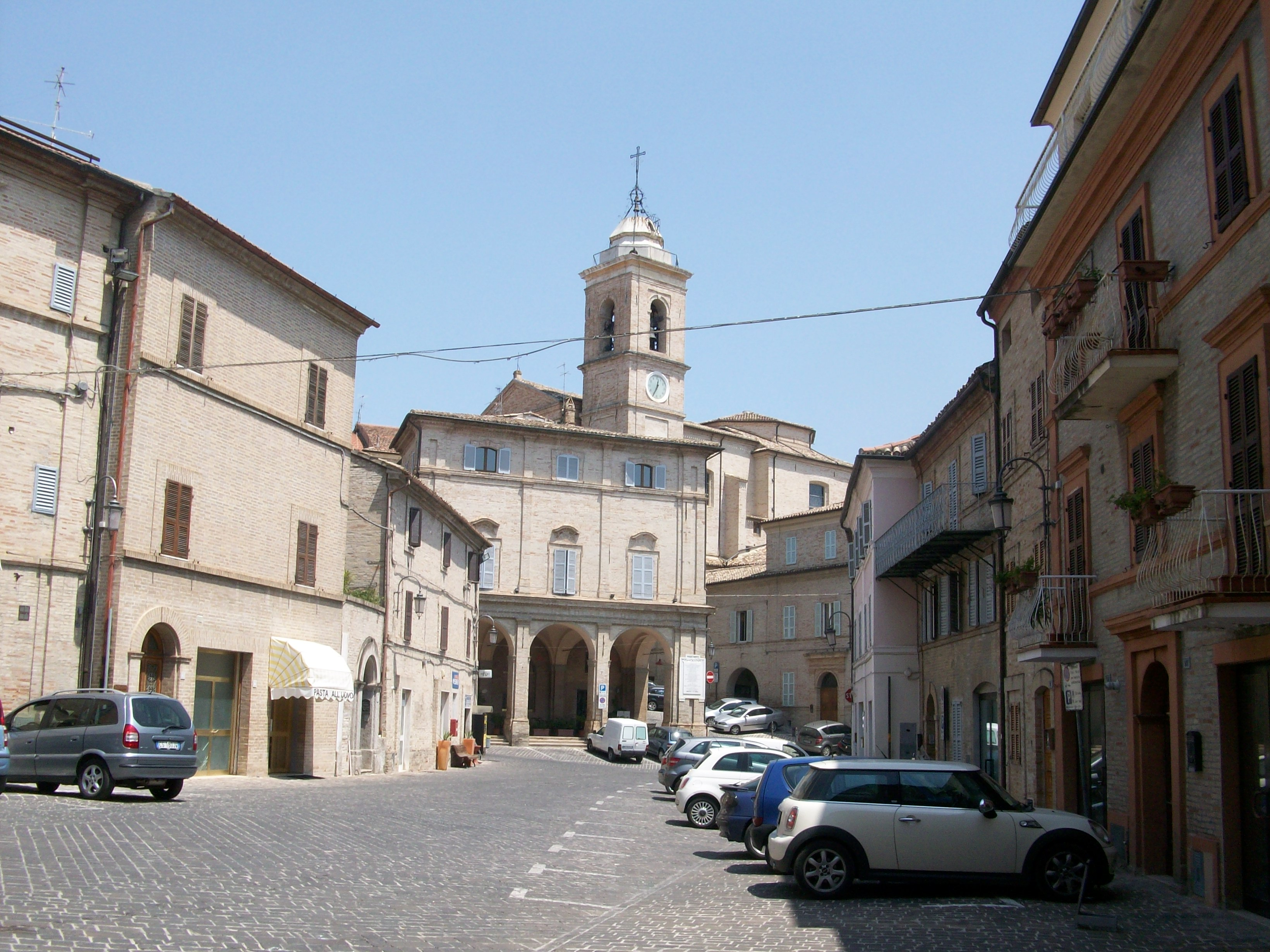
Vue de Monte San Giusto

## Administration
| Période     | Période     | Identité       | Étiquette     | Qualité |
| ----------- | ----------- | -------------- | ------------- | ------- |
| 1975        | 1990        | Giulio Silenzi | PDS           | Maire   |
| 13 jun 1999 | 12 jun 2004 | Mario Lattanzi | parti civique | Maire   |
| 13 jun 2004 | 6 jun 2009  | Franco Bordoni | parti civique | Maire   |
| 7 jun 2009  | 25 mai 2014 | Mario Lattanzi | parti civique | Maire   |
| 26 mai 2014 | En cours    | Andrea Gentili | parti civique | Maire   |

### Hameaux
Villa San Filippo

### Communes limitrophes
Corridonia, Monte San Pietrangeli, Montegranaro, Morrovalle

## Personnalités
- Cardinal Roberto Giovanni F. Roberti (1788-1867), légat apostolique